# Matthias Buss

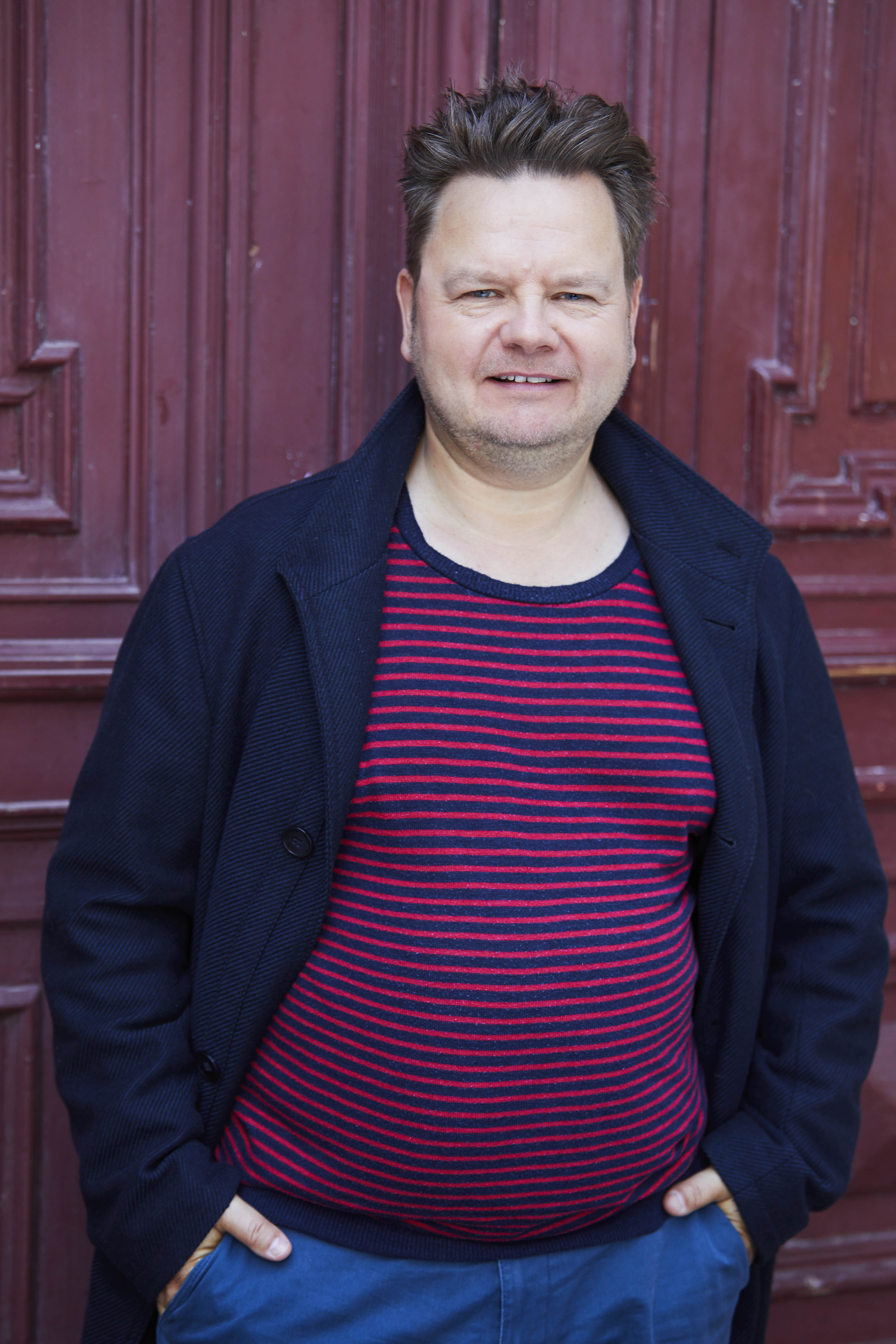

Matthias Buss (* 1967 in Metelen) ist ein deutscher Schauspieler und Hörspielsprecher.

## Leben
Matthias Buss absolvierte zunächst von 1985 bis 1988 eine Friseurausbildung, machte im zweiten Bildungsweg sein Abitur nach, studierte dann  Niederlandistik und Anglistik in Münster und machte gleichzeitig in einer Studententheatergruppe seine ersten Theatererfahrungen.
Dann studierte er von 1995 bis 1999 angewandte Kulturwissenschaft in Hildesheim und war parallel in der freien Theaterszene tätig. Anschließend trat er sein erstes Engagement am Luzerner Theater an. Von 2004 bis 2009 wirkte Buss am Schauspiel Hannover, seitdem ist er freischaffend tätig. Weitere Stationen seiner Theaterlaufbahn waren bis heute unter anderem das Theater Freiburg, das Staatsschauspiel Dresden, das Deutsche Schauspielhaus in Hamburg, die Volksbühne Berlin, das Schauspielhaus Bochum, das Kölner Theater im Bauturm, die Salzburger Festspiele und das Münchner Volkstheater.
Buss spielte mit bekannten Regisseuren wie Herbert Fritsch, Monika Gintersdorfer, Nicolas Stemann, René Pollesch, Mirja Biel, Sebastian Baumgarten oder Lars-Ole Walburg. Die Zeitschrift Theater heute nominierte ihn 2005, 2012 und 2013 dreimal zum Besten Nachwuchsschauspieler.
Sein Debüt vor der Kamera gab Buss 2004 in dem Schweizer Kurzfilm Der Ausflug. Seitdem ist er immer wieder in Filmproduktionen und als Gastdarsteller in verschiedenen Serienformaten auf dem Bildschirm zu sehen. Wiederholt spielte er unter anderem im Tatort und in den Krimiserien SOKO Wismar und SOKO Stuttgart. Von 2013 bis 2015 verkörperte er in mehreren Folgen die Figur des Walter in der australisch-deutschen Jugendserie In Your Dreams. 
Im Kino war er in den internationalen Produktionen An enemy to die for Regie: Peter Dalle und Assandira Regie: S. Mereu, im Programm der Biennale Venedig 2020 und in der dt. Produktion What ever Happens next von Julian Pörksen zu sehen.
Matthias Buss lebt in Hannover. Im Februar 2021 outete er sich im Rahmen der Initiative #actout im SZ-Magazin mit 185 anderen lesbischen, schwulen, bisexuellen, queeren, nicht-binären und trans* Schauspielern.

## Filmografie (Auswahl)
- 2004: Der Ausflug (Kurzfilm)
- 2007: Deadline – Jede Sekunde zählt – Spielkamerad
- 2008: Das Feuerschiff
- 2009: Notruf Hafenkante – Amerikanische Hochzeit
- 2009: Tatort – Tote Männer
- 2009: Neues aus Büttenwarder – Goldene Erinnerungen
- 2010: Ein Fall für zwei – Unter Druck
- 2012: An Enemy to Die For
- 2013: Tatort – Eine andere Welt
- 2013–2015: In Your Dreams (8 Folgen als Walter)
- 2013–2016: SOKO Wismar (2 Folgen)
- 2014: Mein Lover, sein Vater und ich!
- 2014–2019: SOKO Stuttgart (2 Folgen)
- 2015: Harter Brocken
- 2015: Tatort – Schwerelos
- 2016: Das Mädchen aus dem Totenmoor
- 2016: Familie Dr. Kleist – Aller Anfang
- 2016: Die Pfefferkörner – Wolke Sieben
- 2018: Rentnercops – Willkommen im Chaos
- 2020: Nord bei Nordwest – Dinge des Lebens
- 2020 Assandira

## Hörspiele
- 2012: Élisabeth Filhol: Der Reaktor – Regie: Christoph Kalkowski – SWR
- 2019: Edgar Linscheid und Stuart Kummer: Caiman Club (Folge: Der Müll und die Menschen) – Regie: Stuart Kummer – WDR
- 2019: Jörg-Uwe Albig: Zornfried – Regie: Hannah Georgi – WDR